# Tituly a vyznamenání Carla Azeglia Ciampiho

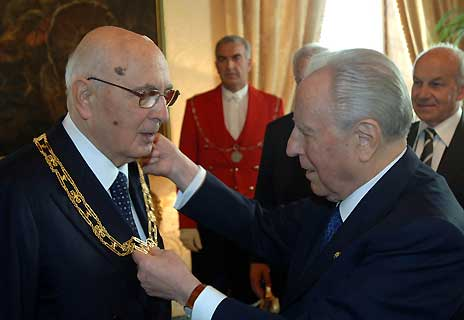
C. A. Ciampi předává řetěz Řádu zásluh o Italskou republiku Giorgiu Napolitanu

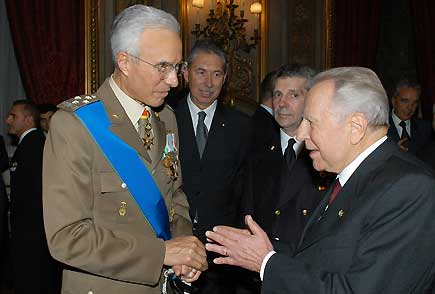
Prezident Ciampi s generálem Rolandem Moscou Moschinim poté, co mu udělil Italský vojenský řád

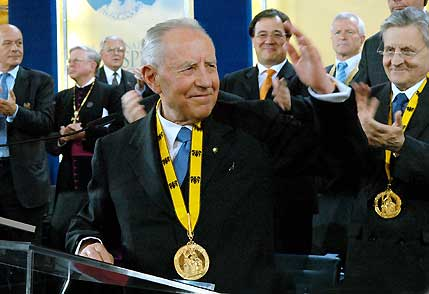
Carlo Azeglio Ciampi s Cenou Karla Velikého

Carlo Azeglio Ciampi, italský politik a bývalý prezident Itálie, obdržel během svého života řadu italských i zahraničních řádů a medailí. Během svého funkčního období jako prezident republiky byl také velmistrem italských řádů.

## Vyznamenání

### Italská vyznamenání

#### Velmistr
Od 18. května 1999 do 15. května 2006 byl velmistrem italských řádů.
- Řád zásluh o Italskou republiku
- Vojenský řád Itálie
- Řád za pracovní zásluhy
- Řád hvězdy italské solidarity
- Řád Vittorio Veneto

#### Osobní vyznamenání
- velkokříž Řádu zásluh o Italskou republiku – 1982

### Zahraniční vyznamenání
Všechna zahraniční vyznamenání, která Ciampi během svého funkčního období jako prezident Itálie obdržel, jsou vystavena v Knihovně Scuola Normale.
- Argentina
  -  velkokříž s řetězem Řádu osvoboditele generála San Martína – 2001
- Brazílie
  -  velkokříž Řádu Jižního kříže – 1997[2]
  -  velkokříž s řetězem Řádu Jižního kříže – 2000[3]
- Bulharsko
  -  Řád Stará planina I. třídy – 2005
- Česko
  -  Řád Bílého lva I. třídy s řetězem
- Estonsko
  -  Řád kříže země Panny Marie I. třídy s řetězem – 13. dubna 2004[4]
- Finsko
  -  velkokříž s řetězem Řádu bílé růže – 1999[5]
- Francie
  -  komandér Řádu čestné legie – 1985
  -  velkokříž Řádu čestné legie – 21. října 1999 – udělil prezident Jacques Chirac[6]
- Chorvatsko
  -  Velký řád krále Tomislava – 19. října 2001 – udělil prezident Stjepan Mesić za vynikající přínos k prohloubení přátelství a rozvoji spolupráce mezi Chorvatskem a Itálií[7]
- Japonsko
  -  Řád vycházejícího slunce I. třídy – 1993
- Jižní Afrika
  -  velkokříž Řádu dobré naděje – 2002
- Jordánsko
  -  řetěz Řádu al-Husajna bin Alího – 16. února 2000 udělil král Abdalláh II.[8]
- Lotyšsko
  -  velkokříž s řetězem Řádu tří hvězd – 31. března 2004 – udělila prezidentka Vaira Vīķe-Freiberga[9]
- Lucembursko
  -  Nasavský domácí řád zlatého lva – 2003
- Maďarsko
  -  velkokříž s řetězem Maďarského záslužného řádu – 2002[10]
- Malajsie
  -  Řád říšské koruny – 2003
- Malta
  -  Národní řád za zásluhy – 20. ledna 2004[11]
  -  čestný člen Řádu Xirka Ġieħ ir-Repubblika – 19. května 2005[11]
- Maroko
  -  Řád Ouissam Alaouite – 2000
- Monako
  -  velkokříž Řádu svatého Karla – 13. prosince 2005 – udělil monacký kníže Albert II.[12]
- Německo
  -  velký záslužný křížZáslužného řádu Spolkové republiky Německo – 1986
  -  velkokříž speciální třídy Záslužného řádu Spolkové republiky Německo – 2002
- Norsko
  -  velkokříž Řádu svatého Olafa – 1. července 2001[13]
- Peru
  -  velkokříž s diamanty Řádu peruánského slunce – 2004
- Polsko
  -  Řád bílé orlice – 10. března 2000 – udělil prezident Aleksander Kwaśniewski za znamenité zásluhy o rozvoj spolupráce mezi Polskem a Itálií[14]
- Portugalsko
  -  velkokříž s řetězem Řádu prince Jindřicha – 3. ledna 2002[15]
- Rakousko
  -  velkohvězda Čestného odznaku Za zásluhy o Rakouskou republiku – 2002[16]
- Rumunsko
  -  velkokříž s řetězem Řádu rumunské hvězdy – 2003[17]
- Řecko
  -  velkokříž Řádu Spasitele – 2001
- Slovensko
  -  Řád bílého dvojkříže I. třídy – 9. července 2002 – udělil prezident Rudolf Schuster[18][19]
- Spojené království
  -  čestný rytíř velkokříže Řádu lázně – 16. října 2000[20]
- Tunisko
  -  velkostuha Řádu 7. listopadu – 2001
- Vatikán
  -  velkokříž s řetězem Řádu Pia IX. – 1999[21]

### Ostatní vyznamenání
- velkokříž s řetězem Maltézského záslužného řádu – Suverénní řád Maltézských rytířů, 2002
- Cena Karla Velikého – Cáchy, 2005[22]

## Akademické tituly

### Doctor honoris causa
- doctor honoris causa na Oxfordské univerzitě – 2005[23]